# Секи (река)
Секи (яп. 関川 сэкикава) — река в Японии на острове Хонсю. Протекает по территории префектур Ниигата и Нагано.
Исток реки находится под горой Якеяма (焼山, высотой 2400 м), на территории города Мёко (Ниигата). Секи течёт на восток у подножия горы Мёко, ниже слияния с рекой Икедзири (池尻川) поворачивает на север и течёт среди гор. Далее река протекает по равнине Такада, где в неё впадают реки Сибуэ (渋江川), Ясиро (矢代川) и, у самого устья, Хокура (保倉川), и впадает в Японское море.
Длина реки составляет 64 км, на территории её бассейна (1140 км²) проживает около 210 тыс. человек. Согласно японской классификации, Секи является рекой первого класса.
Около 79 % бассейна реки занимает природная растительность, около 17 % — сельскохозяйственные земли, около 4 % застроено.
Уклон реки в верховьях составляет около 1/100, в низовьях — 1/1000-1/1500. Среднегодовая норма осадков в районе реки составляет около 2600-3000 мм в год.